# Spirit (musikalbum av Leona Lewis)
Spirit är Leona Lewis debutalbum, släppt 2007. Albumet tog ett år att producera.

## Låtlista
1. Bleeding Love
2. Whatever It Takes
3. Homeless
4. Better In Time
5. Yesterday
6. Take A Bow
7. I Will Be
8. Angel
9. Here I Am
10. I'm You
11. The Best You Never Had
12. The First Time Ever I Saw Your Face
13. Footprints In the Sand

## Singlar
- Bleeding Love
- Better In Time/Footprints In The Sand
- I Will Be